# がんばれいわ!!ロボコン ウララ〜!恋する汁なしタンタンメン!!の巻
『がんばれいわ!!ロボコン ウララ〜！恋する汁なしタンタンメン!!の巻』（がんばれいわロボコン ウララ〜 こいするしるなしタンタンメンのまき）は、2020年7月31日より東映系で公開された日本の特撮映画作品。MX4D版もアトラクション上映。
同時上映は『人体のサバイバル!』『スプリンパン まえへすすもう!』。
キャッチコピーは「目指せ100点！ロボ根性で、がんばれいわ!!」。

## 概要
石ノ森章太郎の漫画を原作とする特撮テレビドラマ『がんばれ!!ロボコン』（1974年 - 1977年）および『燃えろ!!ロボコン』（1999年 - 2000年）に続く20年ぶりの新作劇場作品である。ロボコンとしては『燃えろ!!ロボコン』以来21年ぶりの復活である。『燃えろ!!』を手がけた石田秀範と浦沢義雄が再びタッグを組み、無機物が人格を持つ一般的な常識を覆すシュールコメディが展開する。東映プロデューサーは、『仮面ライダージオウ』を手掛けた白倉伸一郎と武部直美が務める。
意思を持った中華料理が登場するという展開は、浦沢が東映不思議コメディーシリーズで多用した題材である。ただし、本作品の内容は東映側から提示されたもので、浦沢自身は何十年も前にやり終えたので自分からは書かないと述べている。
浦沢の弟子で脚本家の下山健人は、本作品を初号試写で鑑賞して「今何を観せられているのか」という修行僧のような気分になったと述べている。

## 撮影
当初は2020年のゴールデンウィーク明けからの撮影が予定されていたが、新型コロナウイルス感染拡大の影響を受けて延期され、緊急事態宣言解除後の同年6月8日よりクランクインし、6月18日頃にクランクアップを迎える超短期間での撮影で予定通りの公開が可能となった。コロナ対策として、現場では体温と体調の事前報告や体温チェック、マスク着用などが徹底されたほか、中華料理屋も当初は店舗を借りる予定であったが、3密を避けるために東映東京撮影所で急遽セットを建てることとなり、従業員役のキャストは本番でもマスクを着けたまま演技を行ったうえ、全編オールアフレコも採用された。

## ストーリー
町の中華屋「全中華」にお手伝いロボット・ロボコンが派遣された。ロボコンは人間の役に立ちたいがドジばかりで、見かねたヒロシと共にトルネード婆々のもとへ出前に行くが、嬉しさのあまりオカモチを振り回し、タンタンメンを汁なしにしてしまう。汁なしタンタンメンを食べたトルネード婆々の「うめー！」の一言から、口コミで行列になるほどの大人気を得るが、その人気に嫉妬した他の中華料理たちが怒りを爆発させ、熱いバトルが繰り広げられる。

## 登場人物
ロボコン
本作品の主人公。中華料理屋「全中華」に派遣されたお手伝いロボット。
動力源は太陽光で、頭頂部のサンサンレーダーは太陽光を集めながら10km先のものまで見つけられるレーダー機能も兼ね備えている。カーモード、ドローンモード、ホバーモードにも変形可能。ボディが容易にばらばらになる。変形時はユニットを装着しているらしく、ドローンモードで暴走ロビンの顔面に激突した際に本体から離脱し、バラバラになっている。
ロビン
ロボコンが思いを寄せる女性型介護ロボット。トルネード婆々の介護をしている。おしとやかに一見見えるが、怒るとかなりコワい性格。外見は人間とほぼ同じ。
ロボコンに彼女呼ばわりされるが、全く眼中にはなく、そう言われた際には正拳突き等でロボコンを破壊しばらばらにしてしまう。
ある事情で暴走し、汁なしタンタンメンの世界征服をそそのかした挙句、ロボコンを追い回す。暴走時は頭が巨大化し、口から破壊光線を放つ。
- 『がんばれ』のロビンに相当するキャラクターだが、浦沢は『がんばれ』には参加していないためオリジナルは知らないと述べている。旧作との差別化として可愛いだけではないキャラクターとしたが、浦沢は演じる土屋希乃が美少女ながら顔芸もできることに一昔前の女優では考えられないと時代性の違いを感じたという。

ガンツ先生
ロボコンを厳しい判断基準で採点するロボットカンパニーの教師。本作の出番はほぼ採点のみで、それもリモートで行われ、画面の顔のみ登場。
伊東ヒロシ
ロボコンの相棒の少年の「全中華」の一人息子。よく店の手伝いをしており、ロボコンとも兄弟のように仲良くなる。
伊東カズオ
町の中華屋「全中華」を営むヒロシの父。注文と配膳を担当する。
伊東ヨーコ
迷彩服を着たヒロシの母。調理を担当しており、美人ではあるが、荒い言葉遣いである。
トルネード婆々（）
車椅子に座って豪邸に住む、髪型と眉毛がトルネードの老婦人。
夢は世界を見て回ることで、「全中華」のお得意様で、ロボコンが偶然作って出前した汁なしタンタンメンを気に入り、友人に薦めたため「全中華」の注文が汁なしタンタンメンばかりになる。実は歩ける。ガンツ先生と旧知であリ、終盤関係が明かされる。
汁なしタンタンメン
ロボコンが出前のオカモチを振り回して汁なしにしてしまった担担麺。ロボコンを生みの親と慕い、ロビンに一目惚れをし、「全中華」をタンタンメン専門店にし、それを足掛かりに世界を征服してロビンにプレゼントするという脈絡がない野望を抱く。常に成長をつづけている。
- 撮影には食品サンプルが用いられた。浦沢は不思議コメディーシリーズ当時のように本物の料理を用いるものと想定していたため、時代の変化を感じたことを語っている。

## キャスト
- ロビン - 土屋希乃[8]
- 伊東ヒロシ - 屋鋪琥三郎[9]
- 伊東カズオ - 小浦一優（芋洗坂係長）[9]
- 伊東ヨーコ - 高橋ユウ[9]
- トルネード婆々 - 清水ミチコ[9]

### 声の出演
- ロボコン - 斎藤千和[8]
- ガンツ先生 - 江原正士[8]
- 汁なしタンタンメン - 鈴村健一[8]

### スーツアクター
- ロボコン - 神尾直子[5][1][2]

## スタッフ
- 監督 - 石田秀範[10]
- 原作 - 石ノ森章太郎[10]
- 脚本 - 浦沢義雄[10]
- 音楽 - 石塚徹、Teje[10]
- キャラクターデザイン - K-SuKe[11]
- アクション監督 - 藤井祐伍[12]
- プロデューサー - 白倉伸一郎[13]　武部直美、石川啓、小出大樹
- 製作 - 東映[10]

## 音楽
主題歌「がんばれいわ!!ロボコン - U-LA-LA」
作詞 - Rei Kiseki / 作曲 - 小城裕介 / 歌 - ロボコン（斎藤千和）

## DVD
- DVD『がんばれいわ!!ロボコン ウララ〜! 恋する汁なしタンタンメン!! の巻』（東映ビデオ、2020年12月2日発売、DSTD20365）[15]
  - 映像特典として本作品の予告編と『がんばれ!!』『燃えろ!!』の各第1話をそれぞれ収録。

## 中華擬人化セレクション
映画公開記念として東映特撮YouTube Officialで無料配信。東映不思議コメディーシリーズ等より浦沢義雄脚本による中華料理にまつわる迷エピソードをセレクト。
| # | 配信日         | エピソード                                                       | 備考                                                                     |
| - | -------------- | ---------------------------------------------------------------- | ------------------------------------------------------------------------ |
| 1 | 2020年 7月26日 | 『ペットントン』 第30話「横浜チャーハン物語」                    | シューマイとチャーハンの純愛を描いた物語                                 |
| 2 | 7月27日        | 『どきんちょ!ネムリン』 第16話「肉まん・アイス大戦争」           | 肉まんとアイスの知られざる「戦争」を描いた物語                           |
| 3 | 7月28日        | 『勝手に!カミタマン』 第19話「長寿庵の中華三兄弟」               | 中華そば、モヤシそば、五目中華の三兄弟の身に起こった「事件」を描いた物語 |
| 4 | 7月29日        | 『魔法少女ちゅうかなぱいぱい!』 第12話「レイモンドとチャーハン」 | ラーメンとチャーハン、仕組まれた恋と悲劇                                 |
| 5 | 7月30日        | 『テツワン探偵ロボタック』 第14話「恋する餃子の涙」              | 恋もせず涙も流さない餃子の物語                                           |